# Université de Bagdad
L'université de Bagdad (en arabe : جامعة بغداد) est la plus grande université à Bagdad, capitale de l'Irak. Elle a été établie par décret en 1957 et se situe près du fleuve Tigre. Ses bâtiments ont été dessinés par un architecte italien.
Aujourd'hui l'université compte 24 « collèges », 5 instituts supérieurs et 9 centres de recherche. Elle est implantée à Bagdad, Mossoul et Bassorah.
Le dernier président de l'université était, depuis mai 2003, D. Sammi Abed Al-Mahdi Al-Mudaffar.
Après l'invasion de l'Irak en 2003 et durant la guerre consécutive, des centaines d'universitaires irakiens ont été tués, enlevés ou menacés, dans une tentative de détruire les élites intellectuelles irakiennes ; on ne s'accorde pas sur l'origine de ces attaques. Beaucoup de ces victimes étaient membres de l'université de Bagdad.
Elle est classée par le U.S. News & World Report au 54e rang du classement régional des universités arabes.

## Filmographie
- Nous les Irakiens : film documentaire réalisé par Abbas Fahdel en 2003. Une séquence du film tournée dans la faculté de technologie évoque les difficultés des étudiants à poursuivre leurs études dans le chaos qui suit l'Opération Liberté irakienne.